# Valorant
Valorant ist ein kostenfrei spielbarer Ego-Shooter von Riot Games, der am 2. Juni 2020 für Windows veröffentlicht wurde.
Das Spiel stellt eine Mischung aus Helden- und Taktik-Shooter dar. Zwei Fünferteams spielen gegeneinander. Die Spieler übernehmen die Rolle von „Agenten“ mit unterschiedlichen Fähigkeiten. Zwischen den Runden nutzen sie eine temporäre Ingame-Währung zum Kauf von Versorgungsgütern und Fähigkeiten, die bei jedem „Agenten“ unterschiedlich sind.

## Spielprinzip
In Valorant sind 10 reguläre und vier exklusive, nur im Team Deathmatch Modus verfügbare, Karten spielbar, die jeweils verschiedene Spielweisen erlauben.

### Spielmodi
Im Hauptspielmodus Ungewertet (englisch: Unrated) verfügt das angreifende Team über eine Bombe, den sogenannten Spike, die es auf einem Gelände platzieren muss. Wenn das angreifende Team den Spike erfolgreich schützt und er explodiert, erhält es einen Punkt. Wenn das verteidigende Team den Spike erfolgreich entschärft hat oder die Zeit der 100-Sekunden-Runde abläuft, bevor das angreifende Team den Spike platziert hat, erhält das verteidigende Team einen Punkt. Das Eliminieren aller gegnerischen Teammitglieder bringt ebenfalls einen Rundengewinn. Nach 12 gespielten Runden werden Angreifer- und Verteidigerteams gewechselt. Das Team, das 13 Runden gewonnen hat, gewinnt das Spiel. Es gibt weitere Spielmodi, diese sind: Gewertet (englisch: Competitive), dieser Modus ist fast identisch zu dem Hauptspielmodus Ungewertet. Der Unterschied besteht darin, dass wenn es zu einem 12 zu 12 kommt, das Match in die Verlängerung, in welcher in jeder Runde zwischen Verteidiger und Angreifer gewechselt wird, geht. Am Ende des Matches bekommt jeder Spieler je nach Leistung eine gewisse Anzahl „RR“, welche zum Rank-System beitragen. Spike-Ansturm (englisch: Spikerush), Klonprogramm (englisch: Replication), Deathmatch, Eskalation (englisch: Escalation) und schnelles Spiel (englisch: Swiftplay), eine kürzere Form des ungewerteten Modus. Darüber hinaus werden saisonal wechselnde Spielmodi angeboten.
Im Spielmodus Gewertet (englisch: Competitive) gelten grundsätzlich dieselben Regeln wie in dem Hauptspielmodus (Ungewertet). Der einzige Unterschied ist, dass die Spieler hier um die Einstufung in einen von neun Rängen spielen. Hierbei werden zwei Systeme angewandt. Im Vordergrund wird Rangwertung verwendet und ist die Bewertung, die der Spieler selbst sehen kann. Gleichzeitig werden diese Punkte zur Einteilung in einen bestimmten Rang gebraucht. Im Hintergrund arbeitet das MMR-System, eine für den Spieler nicht sichtbare Einteilung nach Fähigkeiten. Dieses sortiert Spieler, je nachdem, wie gut sie spielen – und versucht gleichzeitig Spieler mit ähnlichen Fähigkeitslevels gegeneinander zusammenzupassen. Die Ränge sind Eisen, Bronze, Silber, Gold, Platin, Diamant, Aufgestiegener, Unsterblich und Radiant.

### Agenten
Jeder der 30 spielbaren Agenten in Valorant hat bestimmte Fähigkeiten, die ihn bei seiner Rolle unterstützen. Es gibt vier verschiedene Rollen: Initiator-Agenten helfen ihrem Team umkämpfte Gebiete zu betreten und Verteidiger zu verdrängen. Duelist-Agenten sind dafür ausgelegt, Gegner zu erledigen und schnelle Auseinandersetzungen zu suchen. Sentinel-Agenten sind professionelle Verteidiger, die Gebiete sperren und Gegner fernhalten. Controller-Agenten helfen ihrem Team gefährliche Gebiete zu betreten und bereiten den Sieg vor.

### Skins
Im Shop des Spieles können für die verschiedenen Waffen sogenannte Skins erworben werden, welche das Aussehen der Waffen verändern. Diese bieten den Spielern keinerlei Vorteile und dienen nur der Ästhetik. Der Kauf dieser Skins erfolgt über die eigens für Valorant erstellte Währung, welche nur mit Echtgeld erworben werden kann. Auch durch die Erledigung von Aufträgen können einige Skins freigespielt werden. In Valorant gibt es jede Season einen neuen Battle Pass, in dem Skins vorhanden sind.

## Entwicklung und Veröffentlichung
| Agent       | Deutsch                              | Original                |
| ----------- | ------------------------------------ | ----------------------- |
| Astra       | Nadine Wöbs                          | Effie Nkrumah           |
| Breach      | Christian Rudolf                     | David Menkin            |
| Brimstone   | Achim Buch                           | Steve Blum              |
| Chamber     | Tetje Mierendorf                     | Hugo Pierre Martin      |
| Clove       |                                      | Isla Campbell           |
| Cypher      | Guido Zimmermann                     | Nabil Elouahabi         |
| Deadlock    | Angelina Kamp                        | Nora Gjestvang          |
| Fade        | Nadine Zaddam                        | Selin Cuhadaroglu       |
| Gekko       | Jesse Grimm                          | Alejandro Antonio Ruiz  |
| Harbor      | Malte Meibauer                       | Sunil Malhotra          |
| ISO         | Johannes Semm                        |                         |
| Jett        | Malin Steffen                        | Shannon Williams        |
| KAY/O       | Tom Solo                             | Gabe Kunda              |
| Killjoy     | Franciska Friede                     | Eva Feiler              |
| Neon        | Eleni Möller                         | Vanille Velasquez       |
| Menü-Stimme | Dagmar Dreke                         | Cynthia Kaye McWilliams |
| Omen        | Daniel Welbat                        | Jason Marnocha          |
| Phoenix     | Luca Schwarz                         | Afolabi Alli            |
| Raze        | Leonie Kristin Oeffinger             | Carolina Ravassa        |
| Reyna       | Kerstin Draeger                      | Karina Altmirano        |
| Sage        | Vanida Karun                         | Naomi Yang              |
| Skye        | Nina Witt, Maria Magdalena Warzinska | Miranda O’Hare          |
| Sova        | Patrick Stamme                       | Aaron Vodovoz           |
| Tejo        | Robert Kotulla                       |                         |
| Viper       | Sara Kelly Husain                    | Ashly Bruch             |
| Yoru        | Marcus Just                          | Daisuke Takahashi       |
| Vyse        | Nina-Mercedés Rühl                   | Marta Svetek            |

Valorant ist das erste Spiel, das Riot Games in diesem Genre entwickelt hat. Es wurde im Oktober 2019 mit dem Codenamen Project A angekündigt. Ursprünglich war die Veröffentlichung für den Sommer 2020 geplant. Eine geschlossene Beta-Version startete am 7. April 2020. Die Teilnahme für die geschlossene Beta erfolgte durch den Versand von Gamekeys für das Schauen von Livestreams zu dem Spiel auf der Videoplattform Twitch (sogenannte „Twitch Drops“). Das Twitch-Konto musste dafür mit dem Riot-Games-Konto verbunden sein. Am 2. Juni 2020 verließ Valorant die Beta-Phase.
Das Spiel wurde erstmals im Oktober 2019 zum zehnjährigen Jubiläum von League of Legends unter dem Codenamen Project A mit einigen weiteren Spielen angekündigt. Riot Games konzentriert sich seitdem nicht nur auf sein erfolgreiches MOBA League of Legends und die Plattform PC, sondern entwickelt auch Spiele in anderen Genres und für andere Plattformen. Die Entwicklung des Spiels startete im Jahr 2014. Als Spiel-Engine wird die Unreal Engine verwendet.
Eine geschlossene Beta-Version startete am 7. April 2020, in welcher die Spielzugänge nur über ausgewählte Twitch-Streamer verteilt werden. Eine Woche später wurde die Verteilung über Twitch für jeden Besitzer des Spiels freigeschaltet. Der Entwickler Riot Games veröffentlichte am 21. Mai 2020 das offizielle Erscheinungsdatum von Valorant über den Twitteraccount des Spiels. In einem kurzen Clip gaben Executive Producer Anna Donlon und Game Director Joe Ziegler den 2. Juni 2020 als offizielles Erscheinungsdatum bekannt. Mit dem Erscheinen des Spiels am 2. Juni wurde auch ein Battle Pass eingeführt. Valorant wird vorerst ausschließlich für das Betriebssystem Windows unterstützt. Eine Portierung für Konsolen schließen die Entwickler nicht aus, konzentrieren sich aber vorerst auf die Plattform PC.

## Rezeption

### Kritiken zum Spiel
Während das Spiel von der Twitch-Community überwiegend positiv aufgenommen wird, ergab eine Meinungsumfrage von GameStar, dass 81 % der Leser sich nicht für die Beta interessieren. Eine Umfrage von MeinMMO zeigte jedoch, dass sich jeder zweite Leser für das Spiel interessiert. Als eine der größten Stärken des Spiels werden die niedrigen Systemanforderungen, bedingt durch die Cel-Shading-Grafik, sowie das Free-to-Play und Games-as-a-Service-Modell genannt, da so eine große und dynamische Zielgruppe erreicht werden könne. Das Map- und Grafikdesign ist simpel gehalten, was nicht allen Spielern gefällt, aber eine bewusste Designentscheidung ist. Die GameStar kritisiert außerdem das Fehlen eines Einzelspieler- oder Koop-Modus, der den Spielern die Möglichkeit böte, die Helden emotionaler kennenzulernen und sich mit ihnen identifizieren zu können, anstatt sie so generisch wirken zu lassen. Sie lobt aber auch das Gunplay und die taktischen Elemente und die Bedeutung des Teamplays.

### Verteilung von Spielezugängen über „Twitch-Drops“
Die Verteilung der Beta-Gamekeys über „Twitch Drops“ wurde kritisiert. So wurden beispielsweise die eigentlich kostenlosen Keys auf eBay teuer weiterverkauft oder Bots eingesetzt. Riot Games kündigte daraufhin an, Käufer und Verkäufer von Reseller-Keys vom Spiel zu bannen. Das Spiel erreichte dadurch mehrere Zuschauerrekorde auf der Plattform und verzeichnete zu Topzeiten über 1,7 Millionen gleichzeitige Zuschauer. In der ersten Woche seit dem Start der Closed Beta kamen über 150 Millionen Zuschauerminuten auf Twitch zusammen. Eine Woche nach dem Start der Beta ermöglichte Riot Games nicht nur ausgewählten Twitch-Streamern Drops zu verteilen, sondern schaltete die Funktion für jeden Besitzer des Spiels frei.

### Parallelen und Einflüsse zu anderen Spielen
Valorant wurde vom Spielprinzip mit Spielen wie Counter-Strike: Global Offensive (CS:GO) und Helden-Shootern wie Overwatch, Paladins und Apex Legends verglichen. Einige prominente Streamer bezeichneten Valorant als CS:GO in einfach und mit Cartoon-Grafik. Ein weiterer Modus, der in Zukunft erscheinen soll, soll dem Gunfight-Modus aus Call of Duty: Modern Warfare ähneln.

### Datenschutz
Das eigene Anti-Cheat-Tool des Spiels, mit dem Namen „Vanguard“, geriet in Kritik bezüglich des Datenschutzes und der Datensicherheit, weil es im Hintergrund des Betriebssystems als Kernel-Treiber läuft, selbst wenn das Spiel nicht gespielt wird. Das Tool startet bei jedem Start vom System und läuft konstant im Hintergrund. Dabei berichteten Spieler, dass oft auch fälschlicherweise normale Programme blockiert werden.
Bei Vanguard handelte es sich zum Launch um eine der effektivsten und besten Anti-Cheat-Engines für Videospiele, mittlerweile gibt es jedoch viele Möglichkeiten, wie es trotz des Kernel Treibers relativ einfach ist, zu cheaten.

### Altersfreigabe und Jugendschutz
Die USK gab das Spiel ab 16 Jahren frei. Trotz der harmlosen Cartoon-Optik gäbe es im Spiel noch genug fiktive Gewalt, beispielsweise Bluteffekt, aufgrund derer das Spiel nicht die „USK 12“-Freigabe erhalten hat.
Diese Effekte können jedoch teilweise in den spielinternen Einstellungen direkt entfernt werden, wozu die Anzeige von Leichen oder Blut zählt.

### E-Sport
Am 15. April 2020 wurde das erste E-Sport-Turnier mit dem Namen 100 Thieves Invitational auf Twitch ausgestrahlt. Dort traten bekannte Streamer gegeneinander an. Riot Games will vorerst nicht selbst E-Sport-Turniere veranstalten, befürwortet aber Turniere von anderen Organisatoren. Die Spielmechaniken eignen sich grundsätzlich gut für kompetitive Turniere, allerdings müsste es sich gegen bereits lange etablierte E-Sport-Titel durchsetzen, die ein ähnliches Spielprinzip haben.
Am 24. November 2020 hat Riot Games ihr bisher größtes Turniersystem angekündigt. Das Turnier, Valorant Champions Tour genannt, welches sich über ein ganzes Jahr streckt, ist in drei Stufen aufgeteilt. Challengers, Masters und Champions. Die Challengers werden in den sieben Regionen, Nordamerika, EMEA, Brasilien, Korea, Japan, SEA (Southeast Asia), und LATAM separat ausgetragen. Die Teams, welche bei den Challengers am besten abschneiden, dürfen sich an den Masters gegen die besten aller Regionen, in einem Lan-Turnier beweisen. Die dritte und letzte Stufe dieses Turniersystems sind die Valorant Champions. Die 16 Teams, welche unter dem Jahr die beste Performance abliefern konnten, dürfen sich nicht nur um einen Preispool von 1 Million US-Dollar kämpfen, sondern auch darum sich Weltmeister zu nennen. Am 12. Dezember standen am Ende des Jahres noch die Teams Gambit E-Sports und Acendclub im großen Finale der Champions 2021 gegenüber. Das Finale, welches auf Twitch vor über einer Million Zuschauer übertragen wurde, konnte sich Acendclub holen und wurden somit der bisher einzige Valorant Weltmeister.
Neben der Champions-Tour hat Riot Games noch ein weiteres Programm, GameChangers genannt, erschaffen. Ein globales Turnierformat, welches ausschließlich Frauen zugänglich ist. Ziel ist es, neue Gelegenheiten und Sichtbarkeit für Frauen und andere diskriminierte Geschlechter im E-Sport von Valorant zu schaffen.
Für das Jahr 2023 hat Riot Games das Format der Valorant Champions Tour noch einmal überarbeitet. Es sollen drei neue Ligen eingeführt werden: Amerika, Europa und Asien. Diese sollen vor Live-Publikum in einem neuen Format ausgespielt werden. Durch diese Ligen können sich die Teams wie gehabt für die Masters und später für die Weltmeisterschaft, die Champions qualifizieren. Die drei Ligen werden in einem Franchising Format aufgebaut sein. Ebenso soll im Jahr 2023 die GameChangers ausgebaut werden. Es soll weiter in dieses Format investiert werden, damit alle Geschlechter im Valorant E-Sports vertreten sind.